# 墨尔本演奏中心
墨尔本演奏中心（英文：Melbourne Recital Centre）是墨尔本第二大音乐厅（仅次于维多利亚艺术中心）。2009年对外开放，是墨尔本演奏中心和戏剧公司剧场（Melbourne Recital Centre and MTC Theatre）的一部分，坐落于南岸墨尔本艺术区（Melbourne Arts Precinct）南岸大街（Southbank Boulevard）与斯特尔特街（Sturt Street）交汇处。该建筑曾获2009年维多利亚建筑奖。